# 앨티튜드 (2010년 영화)
앨티튜드(영어: Altitude)는 2010년에 공개된 영화이다. 카리 앤드류스가 감독하고, 폴 A 버켓이 각본을 썼다. 제시카 론디스가 주인공 사라 역을 맡았다.

## 배역
- 제시카 론디스-사라 역
- 줄리아나 귈-멜 역
- 라이언 도노후-코리 역
- 랜던 리부아론-브루스 역
- 제이크 웨어리-샐 역
- 마이크 도푸드
- 라이언 그랜섬
- 첼라 호스달
- 이안 로비슨
- 미셸 해리슨
- 태그한 젠틀레스
- 이언 제임스 콜렛

## 같이 보기
- 제시카 론디스